# Burnout Dominator
Burnout Dominator — видеоигра в жанре аркадных автогонок с элементами гонок на выживание, разработанная студией EA UK и изданная компанией Electronic Arts для игровых приставок PlayStation 2 и PlayStation Portable в 2007 году. Игра является спин-оффом серии Burnout. В России Burnout Dominator была издана компанией «СофтКлаб» с русской документацией, сама же игра осталась на английском.
Игровой процесс Burnout Dominator, как и в предыдущих частях серии, сосредотачивается на гонках и авариях. Игроку предоставлены на выбор несколько десятков автомобилей, поделённых на различные классы, а также трассы, основанные на реальных городах и странах мира. В игре присутствуют несколько режимов, целью которых является получение очков за скорость, манёвры, выжигание и победу в гоночных соревнованиях и турнирах. Помимо этого, предусмотрен многопользовательский режим до шести игроков.
Новая часть стала последней из серии для шестого поколения игровых систем и разрабатывалась как ответвление от основной франшизы. В ходе создания были внесены некоторые изменения в игровой процесс. Пресса в основном положительно оценила Burnout Dominator. Журналисты отмечали интересный игровой процесс и качественную графику, однако к недостаткам были отнесены малое количество нововведений и отсутствие некоторых режимов.

## Игровой процесс
Burnout Dominator представляет собой аркадную гоночную игру, выполненную в трёхмерной графике. Как и предыдущие части серии, игра сосредотачивается на гонках с акцентом на аварии — автомобили получают повреждения в результате столкновений. Сами машины делятся на несколько классов и являются вымышленными моделями, однако за их внешний вид взяты реальные прототипы. У каждого автомобиля можно выбрать один из трёх вариантов цвета.
В режиме «World Tour», который служит для прохождения игры, присутствует несколько серий, каждая из которых требует свой класс автомобилей — Classic, Factory, Tuned, Hot Rod, Super, Race Special и Dominator. В каждой серии есть определённое количество миссий, относящихся к одному из нескольких типов заездов, каждый из которых имеет свои особенности, например, в «Race» необходимо первым пересечь финишную черту, а в «Near Miss» — проезжать впритирку с другими машинами. За прохождение состязаний и выполнение манёвров на дороге зарабатываются очки, позволяющие получить доступ к новым автомобилям и заданиям. Также можно зарабатывать медали и трофеи за выполнение тех или иных целей, например уничтожения определённого количества соперников или завершения той или иной серии. По сравнению с несколькими предыдущими частями, в Dominator была переработана система нитро, став схожей с таковой в Burnout 2: Point of Impact — необходимо накапливать нитро и выполнять непрерывные «цепочки» ускорения, однако в Dominator есть возможность использовать нитро и без полного накопления. Кроме того, в отличие от предыдущей части — Burnout Revenge, в игре автомобили всегда попадают в аварию при столкновении с машинами дорожного движения, независимо от того, врезался ли во встречный или в попутный проезжающий транспорт. Вследствие этих изменений, из игры были убраны миссии, связанные с уничтожением проезжающих машин, и основной акцент делается на гонки и задания с опасным вождением автомобиля.
В Burnout Dominator присутствует дополнительный режим «Record Breaker», в котором можно устанавливать рекорды в разных типах заездов на разных трассах. Многопользовательский режим поддерживает до двух игроков с технологией разделённого экрана или до четырёх игроков, которые выполняют выбранное задание по очереди («Party»), в версии для PlayStation 2. Версия для PlayStation Portable имеет режим по сети до шести игроков и возможность соединения приставок между собой с помощью специального кабеля для двух игроков.

## Разработка и выход игры
Burnout Dominator была анонсирована 7 декабря 2006 года. В отличие от предыдущих игр франшизы, Dominator является спин-оффом, не относящимся к основным проектам серии, и разрабатывался студией EA UK, в то время как Criterion Games работали над следующей основной частью франшизы — Burnout Paradise. В проекте создатели сохранили основные черты предшественников — скоростные гонки с акцентом на аварии. Тем не менее, в Dominator появились новые режимы (например, «Maniac»), в то время как некоторые другие (например, «Crash») были убраны.
В Burnout Dominator использован саундтрек, лицензированный лейблом EA Trax и состоящий из 36 композиций в жанре рок от различных исполнителей и групп, таких как Аврил Лавин («Girlfriend»), Alice in Chains («Would?»), LCD Soundsystem («Us V Them») и других. В настройках есть возможность настроить воспроизведение каждого музыкального трека — везде, только в меню, только в гонках, либо выключить. В качестве заглавной музыкальной темы сделана переработанная версия темы игры Burnout 2: Point of Impact композиторов Стивена Рута и Стива Эмни.
Выпуск Burnout Dominator состоялся 6 марта 2007 года в Северной Америке, в Европе — 23 марта того же года на PlayStation 2 и 27 апреля на PlayStation Portable, в Японии — 20 сентября. В России распространением занималась компания «Софт Клаб», которая выпустила игру с русской документацией 2 марта на PlayStation 2 и 1 мая на PlayStation Portable. Для версии на PlayStation Portable был также выпущен бесплатный загружаемый контент, включающий в себя две дополнительные трассы. Позже версия для PSP стала доступна для покупки в сервисе PlayStation Network: 30 сентября 2009 года — в Северной Америке, 15 июля 2010 года — в Японии и 1 декабря того же года — в Европе и Австралии.

## Оценки и мнения
| Сводный рейтинг       | Сводный рейтинг | Сводный рейтинг |
| Издание               | Оценка          | Оценка          |
| Издание               | PS2             | PSP             |
| --------------------- | --------------- | --------------- |
| GameRankings          | 76,42 %         | 74,25 %         |
| Game Ratio            | 79 %            | 76 %            |
| Metacritic            | 76/100          | 76/100          |
| MobyRank              | 76/100          | 77/100          |
| Иноязычные издания    |                 |                 |
| Издание               | Оценка          | Оценка          |
| Издание               | PS2             | PSP             |
| 1UP.com               | 7/10            | 7,5/10          |
| AllGame               | [ 21 ]          | [ 10 ]          |
| Edge                  | 7/10            | N/A             |
| Eurogamer             | 8/10            | 8/10            |
| G4                    | 4/5             | 4/5             |
| Game Informer         | 8/10            | N/A             |
| GamePro               | 4,25/5          | 4,5/5           |
| GameRevolution        | C               | N/A             |
| GameSpot              | 8,1/10          | 8,2/10          |
| GameSpy               | [ 27 ]          | [ 28 ]          |
| GameTrailers          | 7,7/10          | 7,7/10          |
| GameZone              | 8,2/10          | 7,7/10          |
| IGN                   | 8/10            | 8,5/10          |
| PALGN                 | 7/10            | N/A             |
| VideoGamer            | 7/10            | 7/10            |
| Русскоязычные издания |                 |                 |
| Издание               | Оценка          | Оценка          |
| Издание               | PS2             | PSP             |
| «Страна игр»          | N/A             | 8/10            |

Игра получила в основном позитивные отзывы от критиков, однако оценки были в целом ниже, чем у предыдущих частей из-за отсутствия некоторых режимов и особенностей предшественников, но, тем не менее, похвалы удостоились графика и геймплей. На сайте Metacritic средняя оценка составляет 76 баллов из 100 возможных, а на GameRankings — 76,42 % в версии для PlayStation 2 и 74,25 % для PlayStation Portable.
В журнале Game Informer заявили, что удовольствие, получаемое от Burnout Dominator, могут принести немного игр. Рецензент Eurogamer, Куинтин Смит, посчитал, что Burnout Dominator является своеобразным возвращением к «корням» серии, назвав игру «отличной». В редакции GamePro посчитали, что «даже несмотря на отсутствие режима „Crash“ и сетевой игры, Burnout Dominator является разумной сделкой, особенно с учётом цены в 40 долларов». Джефф Герстманн (GameSpot) был под впечатлением от чувства скорости, быстрого геймплея, а также похвалил сочетание различных режимов из предыдущих частей серии, однако отметил, что встречные машины в игре бывает трудно заметить на некотором расстоянии. Схожее мнение оставил Крис Ропер, представитель сайта IGN: ему понравились звуковое и визуальное оформление, а также игровой процесс, однако к недостаткам была отнесена нехватка в некоторых ключевых режимах предыдущих частей серии. Том Орри, обозреватель VideoGamer.com, тоже похвалил интенсивный игровой процесс и чувство скорости, но к минусам отнёс отсутствие режима «Crash», который был в предыдущих играх серии, и в целом назвал Burnout Dominator шагом назад. Похожим образом о гоночной аркаде отозвались на сайте 1UP.com: Burnout Dominator была названа не столько «сиквелом», сколько «очередной Burnout», «и самое печальное то, что при всём том игра делает несколько шагов назад». Рецензент сайта GameZone под ником jkdmedia сравнил Burnout Dominator с предыдущими частями серии, похвалив использование основных игровых элементов предшественников, но критически отнёсся к саундтреку, назвав его самым слабым среди проектов EA. Мэтт Келлер, обозреватель PALGN, тоже назвал саундтрек худшим в серии Burnout; среди позитивных сторон игры Келлер выделил большое количество миссий и цепочки ускорений, однако сдержанно отнёсся к отсутствию онлайн-игры, а также сказал, что Burnout Dominator в целом чувствуется устаревшей, по сравнению с предыдущими частями. Критик Game Revolution разочаровался в игре из-за отсутствия значительных нововведений и различных недостатков в механике геймплея (например, слишком длинных цепочек нитро), но всё так же отнёс к плюсам чувство скорости.
Кроме того, версия Burnout Dominator для PlayStation Portable получила в целом более высокие оценки, чем для PlayStation 2. Причиной тому было наличие сетевой онлайн-игры и загружаемого контента. Журналист Сергей Цилюрик (Страна игр) сказал, что «если сравнивать версии для PS2 и PSP, то преимущество явно будет на стороне последней», и обосновал это наличием онлайнового мультиплеера до шести человек и возможностью скачивать дополнительные трассы; в целом же, по мнению рецензента, Burnout Dominator уступает предыдущим частям серии — Burnout 3: Takedown и Burnout Revenge. Крис Ропер назвал сетевой режим отличным дополнением к игре, а графику «технически очень впечатляющей» для гоночной аркады на PSP. jkdmedia отнёс мультиплеер к плюсам, а также отметил: «если вам нужна гоночная игра на PSP, тогда обязательно попробуйте Burnout Dominator». Журналисты GamePro в обзоре версии для PSP заметили, что «всё относящееся к игровому процессу Dominator кажется просто правильным», а чувство безрассудства не испытывает недостатка. Схожее мнение писали обозреватели ресурсов 1UP.com и GameSpot.